# Marcelo Marcos Morales
Marcelo Marcos Morales (São Paulo, 15 de dezembro de 1968) é um médico, pesquisador e professor universitário brasileiro.
Comendador da Ordem Nacional do Mérito Científico, é professor titular da Universidade Federal do Rio de Janeiro.

## Biografia
Formou-se em Medicina pela Universidade de São Paulo (USP), no ano de 1995.
Obteve um doutorado no Instituto de Biofísica Carlos Chagas Filho, instituição pertencente a Universidade Federal do Rio de Janeiro (UFRJ) em 1998, com a tese Estudo da Expressão e Modulação de Transportadores Iônicos ao Longo do Néfron: Implicações Fisiológicas, realizada sob orientação de Aníbal Gil Lopes. É professor Titular do Instituto de Biofísica Carlos Chagas Filho da UFRJ.
Em 2013 foi eleito membro Titular da   Academia de Ciências Farmacêuticas do Brasil - Área de Ciências Físicas e Químicas. Também foi eleito membro Titular da Academia Nacional de Medicina (ANM) em 2016, ocupando a Cadeira 93, que tem Belisário Penna como patrono.  e, em 2021, membro Titular da Academia Brasileira de Ciências (ABC) - Área Ciências Biomédicas. 
No ano de 2022 recebeu a condecoração da  Ordem do Mérito Médico  (Comendador) pelo Presidente Jair Bolsonaro pelos relevantes serviços prestados na área médica. 
No ano de 2023, foi agraciado com a Ordem Nacional do Mérito Científico (Comendador) pelo presidente Luiz Inácio Lula da Silva, em reconhecimento ao seu trabalho e contribuição do campo científico no país.